# トマス・クロムウェル
初代エセックス伯トマス・クロムウェル（英語：Thomas Cromwell, 1st Earl of Essex, KG, PC, 1485年 - 1540年7月28日）は、イングランド王国テューダー朝の政治家である。ヘンリー8世に側近として仕え、イングランドの宗教改革や「行政革命」を主導した。

## 生涯

### 大陸での青年期
1485年、ロンドン郊外のパトニーで、ウォルター・クロムウェル（1463年 - 1510年）の子として生まれる。ウォルターは鍛冶屋・ビール醸造家・毛織物仕上げ工・旅館業など職業を転々とし、町の治安官を務めたことがあったが、文書偽造や酒乱で罰金を科せられるなど素行が悪く貧しい暮らしだった。トマスは父への反発から1503年頃に早くから故郷を離れヨーロッパ大陸へ渡航、フランス王国軍の兵士となりイタリア戦争にも従事、第二次イタリア戦争における1503年12月29日のガリリャーノ川の戦いに参加したという。
その後1512年まではフィレンツェの有力な富豪にして銀行家のフレスコバルディ家に雇われ、ネーデルラント（オランダ）のミデルブルフ織物市場で商事に従事していた。クロムウェルはこれらの活動を通じて国際的商取引の実務知識を身に付け、ラテン語・イタリア語・フランス語に堪能となり、ローマ教皇庁の枢機卿クリストファー・ベインブリッジに仕えた。バチカン図書館の史料によればベインブリッジの代理人となり、イングランドに関わる教皇庁控訴院の案件に従事していたという。

### 帰英、ウルジーの推挽
1512年にクロムウェルはイングランドへ帰国し、商業の傍らで仕事上の必要性から法律の勉強を始め、法廷で訴訟を扱い弁護に立ち、法律家として名声を得た。そうしたクロムウェルの法律知識に注目した大法官兼ヨーク大司教トマス・ウルジー枢機卿に1516年（または1520年頃）から仕える一方、1519年以前に服屋の娘エリザベス・ウィックスと結婚し、長男グレゴリー（後のオーカムの初代クロムウェル男爵）をもうけている。法学を学んだ後、1523年にはイングランド議会の議員となって小修道院の調査を行い、翌1524年にはグレイ法曹院のメンバーにも選ばれ、ウルジーの法律顧問として身を置くことになった。
1520年代のウルジーは母校オックスフォード大学と出身地イプスウィッチにそれぞれ新カレッジ（クライスト・チャーチ）とグラマースクールを創設するため、修道院を廃止して財産を捻出することを企て、小修道院を対象にした廃止を主導した。修道院調査委員に登用されたクロムウェルは実務を担当、1524年から1528年にかけて修道院解体任務と事務処理を遂行、行政家・法律家としての手腕を発揮して宮廷からも注目されるようになった。またウルジーからカレッジ建設の実務と管理も任された。
1529年に国王ヘンリー8世と王妃であるキャサリン・オブ・アラゴンとの離婚を実現出来なかったウルジーは失脚、専横が弾劾されるがクロムウェルは擁護し、ヘンリー8世から評価されて騎士（ナイト）に任命され、実務能力を買われたこともあり王に仕え、ウルジー失脚後も王の信頼は深まっていった。同年から1536年まで開かれた宗教改革議会で議員として活動する一方、1531年には枢密顧問官に任じられ出世の階段を上り始めた。

### イングランド国教会と国王至上法
当時ヘンリー8世は王妃キャサリンとの間に第1王女メアリー（後のメアリー1世）しかおらず、高齢で出産が難しく男子出産を期待出来ないキャサリンとの離婚問題を協議させるため、後に宗教改革議会と呼ばれることになる議会を招集した。王はキャサリンの侍女であり妊娠していたアン・ブーリンとの結婚と生まれる子供を嫡出子とすることを望んでいたため、キャサリンとの婚姻の無効化を望んでいた（カトリック教会では離婚を認めていないため、それまでの結婚そのものを無効とするよう教皇クレメンス7世へウルジーを通じて認可を要請したが失敗）。王の離婚の意思を支持して王の信頼を得ていったクロムウェルは、やがて宮廷内に入って王の腹心となり、1532年には公的な手続きを経ずして閣僚（王室財宝部長官）となった。1533年には財務大臣、1534年には国王秘書長官、記録長官、1535年には最高首長代理、1536年には王璽尚書と出世を重ねていくことになる。
こうして王の信頼を得たクロムウェルは、イングランドの宗教改革において重要な役割を果たすこととなった。クロムウェルの閣僚就任以前の議会では、ローマ教皇庁の意向も受け、王の結婚無効化が認められることはなかったが、1532年にクロムウェルが主導権を握るや、議会での議論はたちまち変化していく。議会は庶民院からの請願を王へ提出、教会に対する立法権をイングランド王に移行させると共に、初収入税上納禁止法を制定して教皇庁の収入の源泉であった司教からの上納金（初収入税）を遮断した。さらに1533年3月にはイングランド宗教改革の土台となる「上告禁止法」を起草し、議会を通過させる。教会裁判の最高決定権は王にあると主張、イングランド法廷を飛び越えた教皇への上告を禁じたこの法は本来王の婚姻問題のために制定されたものであるが、クロムウェルの手腕により、後述のようにより大きな意味を持つ法となっていく。
クロムウェルによる同法の序文には、イングランドは「帝国」であること、イングランドは教皇庁の管轄に属さないこと（よって国王の婚姻の有効問題も教皇庁の認可を必要としなくなった）などが高らかに宣言された。それまでもイングランドの君主が「皇帝」（Emperor）を名乗ることはあったが、これは単に複数の国々を支配する君主という意味である。しかしクロムウェルがここで用いた「帝国」は、イングランドはイングランド以外の君主に支配されることはないという宣言であり、教皇庁から独立した国民国家（nation-state）となったことを告げる画期的なものであった。議会では親カトリック派議員の抵抗が予想されたため、周到な事前工作で反対派の抵抗を封じて上告禁止法を成立させた。
4月、ヘンリー8世の意を受けたカンタベリー大司教トマス・クランマーは法廷を主宰、上告禁止法で離婚問題の最終決定の場となったこの法廷で王のキャサリンとの婚姻無効とアンの結婚を認めた。対するクレメンス7世はヘンリー8世との和解は不可能と判断して破門したが、イングランドの離反は決定的となった。9月には王妃になったアンが第2王女エリザベス（後のエリザベス1世）を出産した。
教皇庁からの独立に伴い、クロムウェルは王に、イングランドにおける教会の頂点に立つことを進言する。1534年に議会で聖職者の服従を明文化した聖職者服従法、王とアンの間に生まれた子を王位継承者と定める第一継承法に続き議会を通過させた首長令（国王至上法）によって、イングランド国教会はローマ・カトリック教会から離脱しプロテスタントの一派を形成、国王ヘンリー8世は「信仰の擁護者」として国教会の長となった。そして王が首長であることを否定する者を反逆者として断罪する反逆法も可決させた。
国王の離婚のためだけに制定されたこの2つの法令（上告禁止法・国王至上法）は、イングランドにおける宗教史・政治史の転換点ともいえるものであった。それまで欧州全土に普及していた教会組織の中で、一辺境支部に過ぎなかったイングランド教会が、教皇庁から独立した組織「イングランド国教会」となったことを意味したのである（ただし典礼執行・説教・破門など霊的権限は王の権限に入らず、教義はカトリック的という問題も残された）。この一連の改革においてクロムウェルは主要な役割を果たしたが、当然のごとく反対派もまた少なくなかった。ヘンリー8世に媚びるクロムウェルとは対照的に、カトリックとしての立場から一貫して国王に批判的であった前大法官のトマス・モアは、王やクロムウェルに疎まれて失脚し、やがてロンドン塔に投獄され、1535年7月6日に処刑されている。

### 修道院の解体と行政革命
ヘンリー8世とクロムウェルの宗教改革は、上記の2大法令の制定に留まらなかった。やがてその情熱は修道院の解体へと注がれることになる。修道院はイングランド国内にあるにもかかわらず、国外にある教皇庁の支配下にあるという宗教上の弊害があった上に、イングランドに800以上あり全土の4分の1ほども土地があり、年収約17万ポンドと推定され経済的にもイングランドの富を集中保有していると見なされたためである。
クロムウェルはこれら修道院の資産を王室へ移管することで、王権を強化することを進言した。1535年に宗教上の国王代理（Vicegerent in Spirituals）に指名されたクロムウェルは、宗教裁判の管轄権を有し、カンタベリーとヨークの教会管区を統合。修道院監察を命じられ半年かけて教会財産の課税台帳（教会財産査定録）を作り上げた。さらに最高首長代理となった後、1536年に年収200ポンド以下の修道院を解散対象にする小修道院解散法を議会で通過させ、続いて1539年には全ての修道院を解散する大修道院解散法を成立させた（修道院解散）。これに対して1536年から1537年にイングランド北部で恩寵の巡礼と呼ばれる反乱が起こったが、政府は軍を派遣して鎮圧、クロムウェルは増収裁判所を創設し修道院解散と払下げに辣腕を振るった。また1538年には教区聖職者に住民の洗礼・結婚・埋葬の記録を命じ、戸籍簿「教区簿冊」の導入を開始している。
1540年3月23日、ロンドン北東部に最後に残ったウォルサム修道院が解散を命じられ、中世以来イングランドにおいて重要な役割を担ってきた修道院は軒並み姿を消す。そのあまりの過酷さに、修道士たちはクロムウェルを「修道士の鉄槌」（malleus monachorum）と呼んだという。一連の法令で解散させられた修道院は400以上ともいわれ、それらが所有していた土地・貴金属・宝石など財産と聖職禄は王室経済を潤したが、クロムウェルの死後ヘンリー8世によって起こされた1542年のスコットランドとの戦争（ソルウェイ・モスの戦い）、1544年のフランスとの無意味な戦争（第五次イタリア戦争）の戦費決済に費やされることになる。結局、没収された修道院の土地はやがて王室の手を離れて、約3分の2が貴族・ジェントリ（郷紳）・都市市民層へ流出した。以後も土地売却は続き、エリザベス1世の即位までに売却された土地は約4分の3に達し、大規模な土地移動はジェントリ層が成長していくきっかけとなる。
英語訳聖書の刊行も手掛け、既にウィリアム・ティンダルの英訳聖書はあったがヘンリー8世の命令で発禁になり（王とキャサリンの婚姻無効に反対したため）、1530年に王から新たな英訳聖書の編纂を命じられた司教たちの作業は遅々として進まない中、1537年8月にティンダルの助手ジョン・ロジャーズが英訳した『マシュー聖書』を王へ届けた。見本を受け取った王の許可を得てマシュー聖書を刊行した一方、友人のマイルズ・カヴァーデイルにティンダル訳聖書の改訂を依頼、この聖書刊行にも王の許可を取り付け、1539年4月にイングランド最初の欽定訳聖書『大聖書』として刊行された。口絵はヘンリー8世が大きく描かれ、王から聖書を受け取るクランマーとクロムウェルがそれぞれ左右に配置、彼等から聖書を渡された庶民たちが王を讃える図式であり、王が人々に神の言葉を手渡すことを表現、民衆に新しい教会体制を分かりやすく伝えるクロムウェルの意図があった。大聖書は1541年には第5版が刊行されたが、クロムウェルの死後世に出たこの聖書は1539年の初版にはあった彼の紋章が削除されている。
宗教改革の傍らでクロムウェルは「行政革命」と呼ばれる行政改革も手掛け、イングランドを理想のコモンウェルスへと近付けることに全力を尽くした。歴史家ジョフリー・エルトンはクロムウェルの改革を4つのカテゴリーに分け、宗教改革、全国的に統一された政治法律制度の確立、中央行政機構の改革、社会・経済問題の解決に纏めた。宗教改革は前述の通りに進行、政治的統一はその障害になる特権領と聖域の廃止が不可欠で、議会で次々とそうした目的に沿った法律を制定、ウェールズのイングランド統合も果たした。地方行政・司法の要となる治安判事の任命権を王に独占させる法律も成立、各州のジェントリからなる治安判事を通じて王への権力集中と地方住民の支持を目指した。中央行政機構の改革は1536年頃に国王評議会から分離した枢密院の整備と財政機構の改革、枢密院の司法機能が分離して整備された星室庁が挙げられ、枢密院は統治の要となるまでに発展、増収裁判所など収入別の組織が多く作られたことで国家財政の分離も進み、星室庁は迅速な裁判で治安維持に当たった。クロムウェルは社会・経済問題にも熱心に取り組み、議会提出で制定された法案は囲い込み抑制、浮浪者対策、都市再開発、貧民救済、織物産業強化、輸出促進など多岐に渡る問題を対象としていた。
改革が進むにつれ、クロムウェルが帯びた役職の1つ・国王秘書長官の役割が重要になっていった。この役職は元々王の私設秘書のような存在で代筆が主な仕事だったが、王の身近に仕え国内外の情報を素早く大量に集められる利点を生かし、クロムウェルは実務能力と王の信任を武器に外交・内政に関わる重要問題の決定権を握り、国王秘書長官は王の補佐役として後の首相に匹敵するほどの重職になった。国王秘書長官の役割向上はクロムウェルの個人的力量に依存していたため彼の死後は影響力を失うが、クロムウェルに秘書として抜擢されたウィリアム・セシル（後に初代バーリー男爵）がエリザベス1世に国王秘書長官として仕えて再び重要性が確認されたため、クロムウェルはセシルに統治における手本を示したといえる。
さらにクロムウェル主導の下、王国の統合が進められた。イングランド北部は恩寵の巡礼鎮圧後の1537年に設置した北部評議会を枢密院の監督下に置いて統治、ウェールズについては合同法が議会を通過したことで、1536年にウェールズとイングランドが統合された（イングランドおよびウェールズ）。北部の王権掌握はエリザベス1世の治世まで長い時間がかかったが、ウェールズはイングランド全体の州に再編、庶民院議席が与えられ治安判事制も導入、ウェールズ人の会話と宗教はウェールズ語が使われたままだが合同は抵抗無く受け入れられ、イングランドの行政・司法体系に組み入れられた。
アイルランドにも介入しアイルランド総督（ロード・デピュティ）の第9代キルデア伯爵ジェラルド・フィッツジェラルドを牽制するため、アイルランド枢密院（アイルランド評議会）の人事異動を行い総督に対するチェック機能を回復させようと図り、1534年3月にロンドンに召喚したキルデア伯を投獄した（9月に獄死）。同年6月にキルデア伯の投獄に反発した息子の第10代キルデア伯爵トマス・フィッツジェラルドが反乱（絹衣のトマスの乱）を起こし、1535年8月のキルデア伯降伏まで鎮圧に1年かけ、1537年2月のキルデア伯処刑でイングランドはフィッツジェラルド家を排除したが、王の直接支配地域はペイルと呼ばれたダブリン周辺の東部だけに限られ、アイルランド統治に直接責任を負う立場になったイングランド王権は困難な状況に置かれ事態は改善しなかった。以後アイルランド統治に派遣された総督アンソニー・セント・レジャーは部下のトマス・キューサクと共にアイルランド王国昇格と現地のゲール人のイングランド臣従に奔走することになる。
これらの功績により、1536年7月9日にはウィンブルドンのクロムウェル男爵として貴族に列せられ、翌1537年にガーター勲章を授けられた。さらに1539年には大侍従卿、1540年4月18日にはエセックス伯となっている。

### 突然の没落

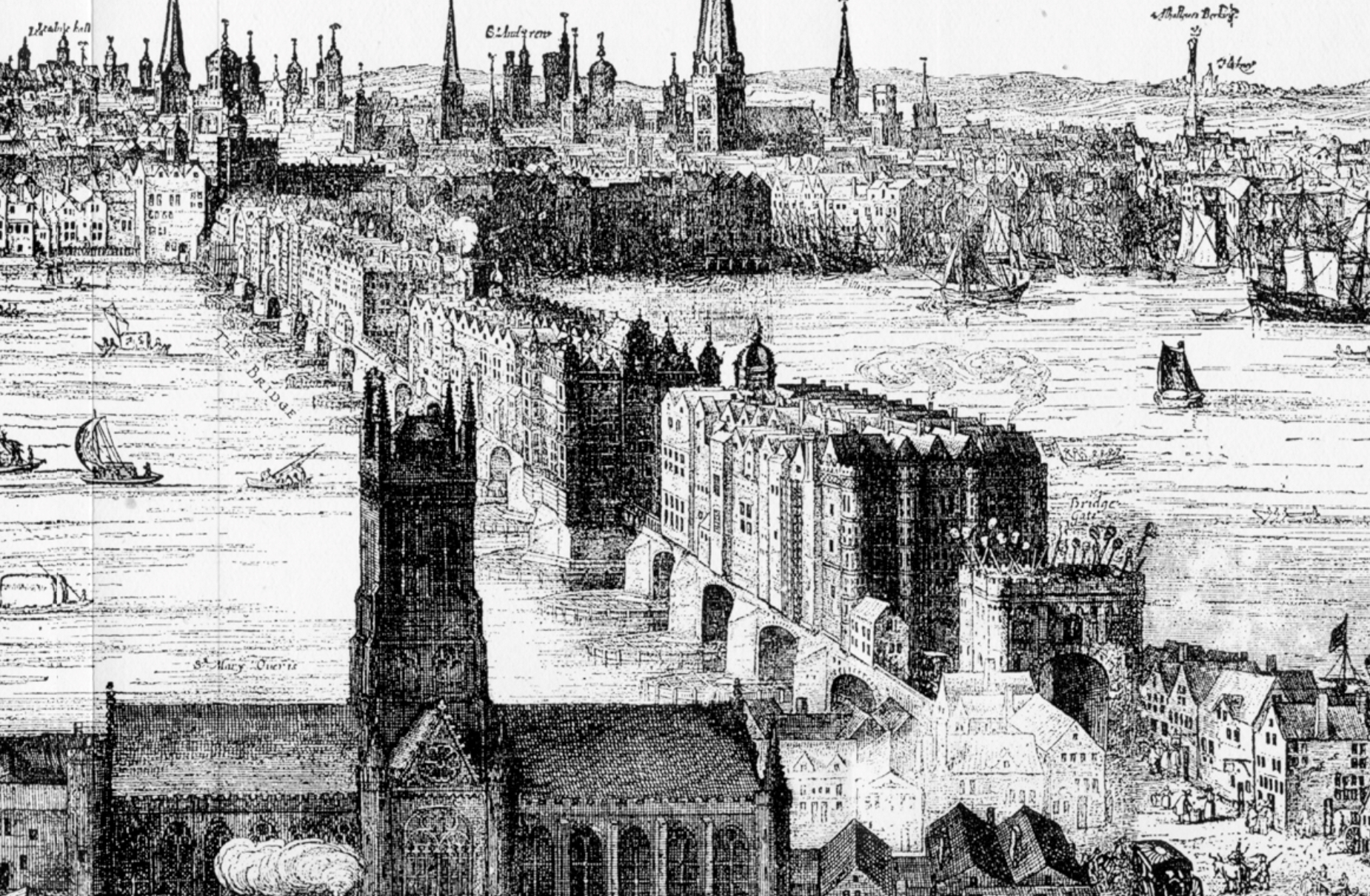
ロンドン橋

ヘンリー8世はキャサリンとの婚姻の無効化後アンと再婚するが、第2王女エリザベスを儲けた後、侍女のジェーン・シーモアに心移りしてしまう。アン王妃はやがて反逆罪を着せられてロンドン塔で処刑され、ヘンリー8世はジェーンと3度目の結婚に臨んだ。どこまでもヘンリー8世に忠実なクロムウェルは、初めアンの戴冠式とエリザベスの洗礼の準備を取り仕切ったが、王によるアンの処刑およびジェーンとの婚姻をクランマー共々全面的に支持していた。一方でアンと引き離されたエリザベスの養育係マーガレット・ブライアンからエリザベスの待遇改善を訴える手紙を1536年7月に送られた際、要求に応じて待遇改善したとされている。
トマス・エリオットやトマス・ワイアットとも交流があり、エリオットの父と知り合いだった縁で親しくなり、エリオットからしばしば職務（神聖ローマ皇帝兼スペイン王カール5世付きの大使）に金がかかる苦情の手紙を書き送られ、彼が1538年と1539年に荘園を買い取った時に便宜を図ったとされている。またワイアットは1536年5月にアンとの密通容疑で投獄されたが、6月に釈放されたこともワイアットの父ヘンリー・ワイアットと事件について手紙を交わし合ったクロムウェルの関与が推測されている。
クロムウェルの宗教改革と国制改革はカトリック派の保守派の反発を引き起こし、1538年9月にクロムウェルがヘンリー8世の許可を得た上で全ての教会に英語訳聖書を備える命令を出すと、ノーフォーク公トマス・ハワードとウィンチェスター司教スティーブン・ガーディナーの下に結集した保守派が巻き返しを図り、翌1539年6月に改革の行き過ぎを危ぶむヘンリー8世の支持でカトリック寄りの信仰箇条を定めた議会制定法の6箇条法が制定された。クロムウェルには保守派に対抗出来る支持基盤が無く、改革の手足として活用していた大学出身の知識人とジェントリは未だ政治勢力とはなっていないため、王の支持とそれを持続させるための自らの政治手腕だけが頼りで非常に危うい立場だった。
失脚したきっかけは、1537年のジェーン王妃のエドワード王子（後のエドワード6世）出産と早すぎる産褥死の後、王の4度目の再婚相手としてドイツのプロテスタント諸侯のユーリヒ＝クレーフェ＝ベルク公ヨハン3世の娘アンナ（アン・オブ・クレーヴズ）を推したことであった。これは6箇条法が可決した1539年に神聖ローマ皇帝カール5世とフランス王フランソワ1世の和睦によるイングランド侵攻が危惧されたことが背景にあり、隣国との関係悪化を牽制するため、同盟国を欲したクロムウェルはプロテスタント諸侯との同盟を画策、気乗りしないヘンリー8世を説得してプロテスタント諸侯と交渉を開始、新たな王妃の候補を探索させた。8月に宮廷画家ハンス・ホルバインを欧州大陸の各国宮廷に派遣し、妃候補の肖像画を描かせたという。
やがてクロムウェルは10月にヘンリー8世とアンの結婚契約を実現、年が明けた1540年1月6日に2人は結婚した。しかし実際にイングランドへやってきたアンに謁見した王は、ホルバインによるアンの肖像画と実物とのあまりの違いに激怒したという。プロテスタント諸侯の同盟という外交的成果も2月にカール5世とフランソワ1世が対立したため無意味になり、プロテスタント諸侯とカール5世が交戦した場合、前者を支援せざるを得ない可能性もヘンリー8世の意に沿わないためクロムウェルは王の不興を買い、結婚は半年しか持たなかった。クロムウェルに抑えられていた政敵たち（特にノーフォーク公・ガーディナーなど）はこれを絶好の機会と捉え、クロムウェル失脚に動いた。

### 最期
1540年6月10日、ノーフォーク公から叛逆罪で告発されたクロムウェルは、突然逮捕されてロンドン塔に収監され、人権喪失法により私権剥奪された。7月9日には王とアン・オブ・クレーヴズは正式に離婚し（実際には再度の婚姻無効化が議会で承認された）、同月28日5番目の妻となるキャサリン・ハワード（かつての妃アン・ブーリンの従妹にして、ノーフォーク公の姪）と結婚した。その裏で同日、ひそかにクロムウェルが処刑されたのである。以後王はクロムウェルに代わる側近を置かず親政を行った。ヘンリー8世はこのかつての片腕を処刑する際に、わざと未経験の処刑人に担当させて苦痛を味わわせたという。
処刑後、クロムウェルの首はかつての政敵トマス・モア同様、ロンドン市街に臨むロンドン橋に架けられた。なお、この日国王と結婚したキャサリンはわずか1年半後の1542年2月13日に処刑され、ヘンリー8世は6人目となる最後の妻キャサリン・パーを得ることとなる。王妃処刑で復権したクランマーらプロテスタント派の改革派はジェーンの兄でエドワード6世の母方の伯父に当たるハートフォード伯爵エドワード・シーモアと組み、ヘンリー8世の治世末までノーフォーク公ら保守派と権力を争い、政争はハートフォード伯がノーフォーク公を失脚させた1546年まで続いた。

## 栄典

### 爵位
1536年7月9日に以下の爵位を新規に叙された。
- サリー州におけるウィンブルドンの初代クロムウェル男爵(1st Baron Cromwell. of Wimbledon in the County of Surrey)
(勅許状によるイングランド貴族爵位)

1540年4月17日に以下の爵位を新規に叙された。
- 初代エセックス伯 (1st Earl of Essex)
(勅許状によるイングランド貴族爵位)

1540年6月29日に全爵位を剥奪された。

## 家族
1513年頃にエリザベス・ウィックス（Elizabeth Wykes）と結婚。彼女との間に以下の3子を儲けた。
- 長男グレゴリー・クロムウェル（英語版）（Gregory Cromwell, 1514年頃 - 1551年） - オーカムの初代クロムウェル男爵に叙される
- 長女アン・クロムウェル（Anne Cromwell, 1529年没）
- 次女グレース・クロムウェル（Grace Cromwell, 1529年没）

長男グレゴリーの妻は、ヘンリー8世の3番目の王妃であるジェーン・シーモアの妹のエリザベス・シーモアである。この姻戚関係が幸いしたのか、グレゴリーは父の処刑後の1540年12月に男爵の称号回復を許された。17世紀の清教徒革命（イングランド内戦）後、共和制に移行したイングランドで護国卿として権力を握ったオリバー・クロムウェル（1599年 - 1658年）は、トマスの姉（または妹）キャサリン・クロムウェルの玄孫である。

## 人物
同時代人とりわけカトリックの保守派ガーディナーやレジナルド・ポール枢機卿ら反対派から、成り上がり者だのマキャヴェリストと批判され、フィクションの人物像でもマキャヴェリストとして描かれた。本人はニッコロ・マキャヴェッリの『君主論』を読んでいたと言われたが、マキャヴェリズムをどれだけ会得したか怪しいとされている。宮廷内でもヘンリー8世に卑屈に仕えるクロムウェルへの陰口が囁かれ、反対派からは精力的な仕事ぶりを立身出世や王への諂いと見られていた。
1540年のクロムウェル処刑は外交と婚姻政策に失敗した彼がヘンリー8世に見限られたからというが、王にとって処刑はすでに織り込み済みで、修道院解散が済んだ時点でクロムウェルをもはや不要と考え、修道院解散の非難の矛先を躱すためにクロムウェルを切り捨てたとされ、万が一スペインとフランスが結託してイングランドと敵対した場合にもやはりクロムウェルを犠牲にする腹積もりだったという。ただし、クロムウェル亡き後に王は保守派に乗せられクロムウェルを処刑したことを後悔する発言や、彼の尽力で政治的地位と権威が確立した議会を信頼・尊重する発言を残している。
政敵からは評判が悪かったが、時代を先取りした改革に取り組んだこと、宗教改革で議会を積極的に活用したことは事実だった。反対派議員への圧力などの議会工作、検閲や聖職者に対する国王至上法の賛成強要、罰則を通じて国民へ法の服従を迫るなど強権的手段も見られたが、一方で補欠選挙導入で賛成派議員を増やす懐柔策も取り、印刷技術を積極的に活用、印刷した議会制定法を各地に配布したり、巡回裁判所判事や治安判事などに法の意図を人々に伝える命令を出したり、政府支持の説教を冊子にして出版する、英語訳聖書の配布など改革を支持する人文主義者たちの力を借りて宣伝工作に奔走した。武力よりも言葉による説得を重視したクロムウェルは、反聖職者感情を利用して多くの議員や王の賛成を取り付け改革を導いたが、議会が審議する過程で議員と王の国民意識と政治的自覚は高まったとされ、議会は国民の支持と王の信頼に基づいた政治的に重要な地位を獲得した。
クロムウェルが生涯を通じた精力的な活動は王に取り入るため、または王に忠誠を尽くすためだけでなく、コモンウェルスのために情熱を傾けることが理由であり、改革への情熱を支えにして働き続けた。それは同時代人も認める所であり、政治家としての活動が神への義務感に支えられていたことをクロムウェル本人が証言、政治家としての活動を振り返り「私は知恵と経験の限りを尽くして、陛下を除いていかなる人にも特別に配慮することなく、ひたすらコモンウェルスに仕えてきました」「私を道具として用い、私を通して何かを成し遂げることが神の思し召しだったことにたゆまず感謝しています」と述べ、政治家を建設の職務として神に奉仕する天職と捉えたクロムウェルは生涯をコモンウェルスへ捧げた。

## 雑記
- クロムウェルは政治上の師であるウルジーに劣らず、王の寵愛を武器に専制的な政治を行ったが、一方で勃興しつつあった人文主義者たちの良きパトロンでもあった。イングランドにおける宗教改革を宣伝するために当時盛んになりつつあった印刷物という手段を用いたためでもある[89]。数々の印刷業者を保護したクロムウェルは、たとえば自ら出資してイタリアの神学者マルシリウスの著書『平和の擁護者』を翻訳・出版させている。また晩年のエラスムス（皮肉にもクロムウェルと対立したトマス・モアと親友であった）が年金の引き出しを断られ難渋していた折、クロムウェルはエラスムスにエンゼル金貨20枚とともに、熱い支持の言葉を贈ったという。
- アメリカ・ニューヨークのフリック・コレクションに、ハンス・ホルバインによる肖像画（本記事の上部に表示されているもの）が収められているが、皮肉にもクロムウェルの政敵として処刑されたトマス・モアの肖像画と同じ部屋に飾られている。

## フィクションにおけるクロムウェル
クロムウェルは欧米ではしばしば映画やテレビドラマで描かれている。そのうち最も有名な作品は『わが命つきるとも』（A Man for All Seasons, 1966年アメリカ映画、フレッド・ジンネマン監督）であろう。レオ・マッカーン演じるクロムウェルは、苦悩する主人公トマス・モアの最大の敵対者であり、無慈悲な野心家として描かれている。
クロムウェルはウィリアム・シェイクスピアの史劇『ヘンリー八世』の脇役としても登場する。また1602年に「W.S」のイニシャルで出版された『トマス・ロード・クロムウェル』という作品もある（現在ではシェイクスピアとは別人の作品とされている。詳細はシェイクスピア外典参照）。
イギリスの女性作家ヒラリー・マンテルは2009年からクロムウェルを扱った三部作を刊行、第1作の『ウルフ・ホール』（2009年）、第2作の『罪人を召し出せ』（2012年）、第3作の『鏡と光』（2020年）は高く評価され、マンテルはイギリスで最も権威ある文学賞であるブッカー賞（2009年と2012年）を最初の2作で受賞している。第1作と第2作は2015年にBBCにより、『ウルフ・ホール』としてマーク・ライランス主演でドラマ化された。